# Tatort: Der Frauenflüsterer
Der Frauenflüsterer ist ein deutscher Fernsehkrimi von Kaspar Heidelbach aus dem Jahr 2005. Er entstand als 594. Folge der Kriminalreihe Tatort.

## Handlung
Nach Jahren ohne Führerschein, der Thiel damals wegen Trunkenheit am Steuer entzogen wurde, nimmt er wieder Fahrstunden. Zu seinem nächsten Fall muss er noch von seinem Vater per Taxi gefahren werden. Der Restaurantinhaber Dietrich Röttger ist aus dem Fenster in den Tod gestürzt. Sein Hals weist Würgemale auf. Thiel und Boerne finden heraus, dass Röttger kurz vor seinem Tod Besuch von Markus Hoffschulte – dem Reitlehrer von Röttgers Frau Doris – erhalten hatte. Beide hatten einen Streit, der sich um Geld drehte. Röttger hatte Markus Hoffschulte einst 20.000 Euro geliehen, die er nicht sofort zurückzahlen konnte. Zum Zeitpunkt des Streits war Röttger stark alkoholisiert, weswegen Markus nach kurzer Zeit wieder ging. Es stellt sich schließlich heraus, dass Röttger Selbstmord begangen hat. Er versuchte zunächst, sich auf dem Dachboden mit dem Bademantelgürtel zu erhängen, und stürzte sich später aus dem Fenster. Grund war ein Vaterschaftstest, der ihm klarmachte, dass er zeugungsunfähig ist und daher auch sein Sohn Niklas nicht von ihm stammen kann. Doris weiß, dass Hoffschulte ihn veranlasste, sich auf seine Zeugungsfähigkeit hin untersuchen zu lassen, zumal Niklas der Sohn Hoffschultes Markus ist. Doris schwört Markus Rache.
Während Thiel für die Führerscheinprüfung lernt, hat Boerne andere Probleme, muss er doch auf seine 17-jährige Nichte Betty aufpassen. Die besorgt sich einen Ferienjob auf Hoffschultes Reiterhof. Wie alle Frauen der Gegend verliebt sich auch Betty in Hoffschulte und fiebert ihrem 18. Geburtstag entgegen. Boerne sieht ihre Schwärmerei gar nicht gern. Eines Nachts wird Hoffschultes wertvoller Zuchthengst entführt und wenig später kastriert aufgefunden. Das Tier ist nun wertlos. Die Hoden erhält Hoffschulte per Päckchen zurück. Obwohl kurz darauf eine aus Buchstaben zusammengesetzte Todesdrohung an einem Stall des Reiterhofes hängt, verzichtet Hoffschulte auf Personenschutz durch die Polizei. Seine Frau muss kurz darauf zu einem Termin in die Stadt und nutzt sein Auto, das explodiert. Die Frau überlebt schwerverletzt, verstirbt aber später.
Bei der Untersuchung der Hengsthoden findet Boerne ein Frauenhaar, das schließlich Doris zugeordnet werden kann. Sie gibt zu, den Hengst zusammen mit zwei Freundinnen entführt zu haben, wobei eine Tierarztassistentin den Hengst kastrierte. Mit der Autoexplosion habe sie jedoch nichts zu tun. Hoffschulte gerät derweil in weitere Verstrickungen. In einer Kneipe wird er von Dorfbewohnern, darunter dem ehemaligen Sprengmeister Ottensen, angegriffen, deren Frauen mit Hoffschulte Affären hatten. Hoffschulte droht, sich notfalls per Gewehr zu verteidigen, habe er doch einen Waffenschein. Kurz darauf ist Ottensen tot. Hoffschulte hat ihn angeblich in Notwehr erschossen, nachdem er von Ottensen mit einem Messer angegriffen wurde. Tatsächlich verfehlte der Stich nur knapp Hoffschultes Halsschlagader. Die Untersuchung des Toten ergibt allerdings, dass er nie ein Messer hätte führen können, hatte er sich doch bei der Schlägerei kurz zuvor Handknochen gebrochen. Zudem zeigen die Blutspuren in Hoffschultes Haus, dass offensichtlich kein Kampf stattgefunden hat. Die Ermittler schlussfolgern, dass Hoffschulte sich seine Verletzungen selbst zugefügt hat. Es liegt auf der Hand, dass er in Wirklichkeit seine Frau loswerden wollte, die nach dem Selbstmord von Röttger die Scheidung wollte. Da ihr ein großer Anteil des Reiterhofs gehört, wäre Hoffschulte dann mittellos. Auch Betty hat erkannt, dass Hoffschulte der Täter sein muss, da er den Drohbrief auf einen Block geklebt hat, den sie zuvor für eine Zeichnung genommen hatte, die sich auf den Drohbriefbogen durchgedrückt hat. Sie stellt Hoffschulte zur Rede und wird von ihm darauf in eine Pferdebox zu einem extrem aggressiven Hengst gesperrt. So soll sie durch einen scheinbar selbst herbeigeführten Unfall ums Leben kommen. Boerne und Thiel erscheinen, verfolgen Hoffschulte per Pferd und Auto und stellen ihn. Thiel befreit Betty. Als Boerne ihn aufzieht, dass er ohne Führerschein gefahren sei, zeigt Thiel ihm wortlos seinen frisch erworbenen Führerschein.

## Produktion
Die Dreharbeiten zu Der Frauenflüsterer fanden vom 20. Juli bis zum 19. August 2004 in Münster und Umgebung sowie in den WDR-Studios in Köln statt. Der Film erlebte am 3. April 2005 auf dem Ersten seine Fernsehpremiere und erreichte eine Einschaltquote von 24 Prozent (8,46 Millionen Zuschauer). Im Jahr 2010 wurde der Film auf DVD veröffentlicht. Es war der siebte Fall für die Ermittler Thiel und Boerne.

## Kritik
„Der Fall lahmt etwas, aber das wackere Duo gefällt“, schrieb TV Spielfilm.